# Буловчак, Иван Иванович
Иван Иванович Буловчак (1 января 1959, Великий Березный, Закарпатская область) — советский футболист, нападающий, полузащитник. Мастер спорта СССР.
Воспитанник футбольной школы Ужгорода. В 1977 году выступал за дубль львовских «Карпаты». В 1979 году за команду провёл 27 матчей в первой лиге, участник полуфинала Кубка СССР. В 1980 году вновь играл только за дубль (команда, как и в 1977 году выступала в высшей лиге). После начала сезона-81 перешёл в команду второй лиги СКА Львов. В дальнейшем играл во второй лиге за «Закарпатье» Ужгород (1982), «Ниву» Винница (1983—1988), «Десну» Чернигов (1990). В сезоне 1990/91 выступал за чехословацкий клуб ТТС Тренчин.